# Jean-Jacques Léonetti (homme politique)
Pour les articles homonymes, voir Leonetti.
Jean-Jacques Léonetti est un homme politique français né le 11 juin 1938 à Ciamannacce en Corse.

## Détail des fonctions et des mandats
Mandat parlementaire
- 21 juin 1981 - 14 mai 1988 : Député des Bouches-du-Rhône